# Заславский, Михаил Самойлович
Михаил Самойлович Засла́вский (1925—1976) — советский балетмейстер.

## Биография
Родился 25 января 1925 года. Окончил балетмейстерский факультет ГИТИСа (1954). В 1955 — 1962 годах главный балетмейстер Бурятского ТОБ (Улан-Удэ), в 1962 — 1976 годах Львовского АТОБ имени И. Я. Франко. Автор нескольких балетных сценариев. С 1962 педагог Львовского культпросветучилища. Член ВКП(б) с 1949 года.
Умер в 1976 году во Львове.

## Творчество
- 1956 — «Свет над долиной» С. Н. Ряузова
- 1957 — «Чиполлино» К. С. Хачатуряна
- 1958 — «Во имя любви» Ж. А. Батуева и Б. С. Майзеля
- 1959 — «Красавица Ангара» Л. К. Книппера и Б. Б. Ямпилова (2-я редакция, 1971)
- 1961 — «Сомбреро» Б. С. Майзеля
- 1963 — «Цветы жизни» Ж. А. Батуева
- 1973 — «Сын земли» Ж. А. Батуева
- 1963 — «Легенда о любви» А. Д. Меликова
- 1964 — «Орыся» А. И. Кос-Анатольского
- 1965 — «Три мушкетёра» В. Е. Баснера
- 1967 — «Ведьма» В. Д. Кирейко; «Предрассветные огни» Л. В. Дычко; «Каменяры» М. М. Скорика
- 1972 — «Сотворение мира» А. П. Петрова
- 1974 — «Тиль Уленшпигель» Е. А. Глебова

## Награды и премии
- Государственная премия РСФСР имени М. И. Глинки (1972) — за новую редакцию балетного спектакля «Красавица Ангара» Л. К. Книппера и Б. Б. Ямпилова, поставленного на сцене Бурятского ГАТОБ
- заслуженный деятель искусств Бурятской АССР (1959)
- заслуженный деятель искусств УССР (1975)